# Curtis (Curtis Mayfield)
| Recensione                    | Giudizio |
| ----------------------------- | -------- |
| AllMusic                      | [ 3 ]    |
| Christgau's Record Guide      | B+       |
| Encyclopedia of Popular Music | [ 5 ]    |
| Q                             | [ 6 ]    |
| Rolling Stone                 |          |
| The Rolling Stone Album Guide |          |
| Sputnikmusic                  | [ 7 ]    |
| The Village Voice             | B        |

Curtis è il primo album discografico solista di Curtis Mayfield, pubblicato nel 1970 dalla Curtom Records.
Nel 2020 l'album è stato classificato al 275º posto nella classifica di Rolling Stone The 500 Greatest Albums of All Time.

## Descrizione
Lo stile musicale dell'album si distanzia dalle sonorità pop soul del precedente gruppo di Mayfield, The Impressions, includendo influenze funk e psichedeliche. Il soggetto dell'album incorpora argomenti politici e sociali dell'epoca.
Curtis ebbe un buon riscontro di vendite alla sua pubblicazione negli Stati Uniti, posizionandosi in cima alla classifica Billboard Black albums (per cinque settimane non consecutive) e alla posizione numero diciannove nella Billboard Pop albums. Solamente il singolo (Don't Worry) If There's a Hell Below, We're All Going to Go entrò in classifica negli Stati Uniti; tuttavia, una versione notevolmente accorciata di Move On Up trascorse dieci settimane nella top 50 della UK Singles Chart in Gran Bretagna.

## Tracce
Lato 1
1. (Don't Worry) If There's a Hell Below, We're All Going to Go – 7:50 (Curtis Mayfield)
2. The Other Side of Town – 4:01 (Mayfield)
3. The Makings of You – 3:43 (Mayfield)
4. We the People Who are Darker than Blue – 6:05 (Mayfield)

Lato 2
1. Move On Up – 8:45 (Mayfield)
2. Miss Black America – 2:53 (Mayfield)
3. Wild and Free – 3:16 (Mayfield)
4. Give It Up – 3:49 (Mayfield)

### Bonus tracks ristampa Rhino Records del 2000
Nel 2000, la Rhino Records ha ripubblicato l'album con la colonna sonora Super Fly, con numerose bonus track e alcuni demo.
1. Power to the People (demo version) – 2:47 (Curtis Mayfield)
2. Underground (demo version) – 3:11 (Mayfield)
3. Ghetto Child (demo version) – 5:10 (Mayfield)
4. Readings in Astrology (demo version) – 3:31 (Mayfield)
5. Suffer (demo version) – 2:31 (Donny Hathaway, Mayfield)
6. Miss Black America (demo version) – 2:22 (Mayfield)
7. The Makings of You – 4:35 (Mayfield)
8. (Don't Worry) If There's a Hell Below, We're All Going to Go – 9:34 (Mayfield)
9. (Don't Worry) If There's a Hell Below, We're All Going to Go (radio edit) – 3:26 (Mayfield)

## Classifiche e singoli
| Titolo                                                       | Informazioni                                                            |
| ------------------------------------------------------------ | ----------------------------------------------------------------------- |
| (Don't Worry) If There's a Hell Below, We're All Going to Go | - Curtom single CR-1955, ottobre 1970 - B-side: The Makings of You      |
| Move On Up (Short Version)                                   | - Curtom single CR-101, giugno 1971 - B-side: Little Child Runnin' Wild |

| Titolo                                                       | Classifica (1970)          | Posizione |
| ------------------------------------------------------------ | -------------------------- | --------- |
| Curtis                                                       | U.S. Billboard Pop Albums  | 19        |
| Curtis                                                       | U.S. Top R&B Albums        | 1         |
| (Don't Worry) If There's a Hell Below, We're All Going to Go | U.S. Billboard Pop Singles | 29        |
| (Don't Worry) If There's a Hell Below, We're All Going to Go | U.S. Billboard R&B Singles | 3         |

| Titolo     | Classifica (1971)  | Posizione |
| ---------- | ------------------ | --------- |
| Move On Up | U.K. Singles Chart | 12        |